# 宮田一郎
宮田 一郎（みやた いちろう）は、森川ジョージの漫画作品およびそれを原作とするアニメ『はじめの一歩』に登場する架空の人物。アニメ版での声優は関智一、少年時代は田野恵。ドラマCD版では檜山修之、少年時代はくまいもとこ。舞台では滝澤諒。生年月日は1973年8月27日（一歩と同い年、初登場時16歳）。乙女座のA型。好きなボクサーはシュガー・レイ・レナード。

## 人物
川原ボクシングジム所属のプロボクサー。本作の主人公幕之内一歩の目指す最大の目標でありライバル。現東洋太平洋フェザー級チャンピオン、WBC同級5位（単行本103巻現在）。戦績は28戦26勝(22KO)1敗1分。身長172cm→175cm。一人称は「オレ」だが、幼少期は「ボク」だった。体格でいえばライト級がベストであるが、一歩との勝負にこだわってフェザー級に留まり続けている。
プロ入り前から注目されていた大物であり、16歳の時点で四回戦以上の実力者と評され、鴨川からも「鷹村との二枚看板になる」と認められていた。元は鴨川ボクシングジム所属であったが、一歩にスパーリングでKO負けをして以降ライバルと認め、再戦を誓い川原ジムに移籍（同門では試合が出来ないため）。デビュー戦を1R1分33秒でKOを飾り、東日本新人王トーナメント準決勝まで進み、準決勝では父を侮辱したことで因縁が発生した間柴了と戦い、優勢だったが、故意に足を踏まれて怯んだ際に一撃をくらい、その衝撃で足を捻挫したことで形勢を覆され敗退。
高校卒業と同時に武者修行のためアジア各地を渡り歩く。一歩を強烈に意識しながら練習を積み、ほぼアウェー状態の中、減量苦の関係で1年間で11戦というハードスケジュールを行い、また地元判定に辛酸を舐めながらも10勝8KO1分という記録を手みやげに帰国。東洋太平洋タイトルマッチで王者のアーニー・グレゴリーを倒し、東洋太平洋フェザー級チャンピオンとなる。5度目の防衛戦で両拳を粉砕骨折し長期離脱。その間同級1位のランディー・ボーイ・Jr.が暫定王者となるが、復帰後の統一戦で勝利した。
キャラクター人気ランキングでは、連載200回記念で1位、連載500回記念で2位。

### ファイトスタイル
基本的にはアウトボクサーであるが、自分からインファイトに持ち込むラッシュ力をもっている。構えとしてはヒットマンスタイルを用いる。目の前から身体ごといなくなると言われる程のスピードと、絶妙のタイミングで繰り出されるカウンターを武器にしたスタイルから、一歩の「風神」に対して「雷神」と称される。カウンターに関して相当強いプライドを持っており、OPBF東洋太平洋タイトル戦でアーニー･グレゴリーにカウンターが破られた際は、カウントが行われていたにもかかわらず、グローブでリングを叩きつけながら激しく悔しがっている。鷹村守も防御技術は自分より上と評する。
反面パンチの質は軽く打たれ強いほうでもない。最大の弱点は減量苦によるスタミナの無さで、中盤以降は足も止まり、苦戦を強いられることが多い。 

### 性格・特徴
他人に対しては淡白かつ物静かで笑顔を見せることは滅多にない。冷静に試合展開を読む戦術眼も優秀だが、その一方、たとえ打ち合うことになっても同じ土俵で勝負しようとする程、気が強く負けず嫌い。釣りの時一匹も釣れず、脇でからかう鷹村についパンチを放ってしまったことがある。非常に人気の高い選手で甘いマスクから多くの女性ファンも獲得しているが本人は意識すらしておらず、そのそっけない態度さえも女性ファンに魅力に映る。自身の外見に自覚があり、それを利用して一歩の面食いぶりを試していた（そのことは青木泰平と金田欽太郎が彼と間柴久美が同類である上に一歩が彼ら2人に惹かれることに気づくきっかけとなった）。
幼少の頃に鴨川ジムの門を叩いたため、学生時代に鴨川にスカウトされた鷹村より入門は先であり、新人時代の鷹村が問題を起こさないよう見張り役を務めていたこともある。年齢によりプロライセンス取得が鷹村よりも遅かったため鷹村には後輩扱いされているが「ジムでは自分の方が先輩」と内心ツッコミを入れることはあっても特に後輩扱いを嫌がってはいない。
人懐っこくがさつでお調子者の千堂武士とは犬猿の仲で、度々いがみ合っている。そのため、東洋太平洋王座統一戦前に非公式でスパーリングを行った際は本気でやりあっていた。
ジム移籍後もかつての同門・木村達也の間柴との日本タイトル挑戦時には自身の東洋タイトルマッチを間近に控えた立場でありながら間柴対策の指導を引き受けたり、鷹村に眼の疾患の疑いがかかったときも本気で心配していたように、鴨川ジムのメンバーなど1度深い関わりを持った者には情に厚く接する。特に鷹村に対しては「鷹村だけには心を開いている」と父親が評するほどに先輩として兄貴分として強い敬意と親愛を抱いており、普段の厳しい態度と異なる素の表情を見せている。網膜剥離疑惑の件では干渉を控え一歩に後を託しているが、一歩が簡単な確認だけで医師の診察に行かせなかったことを取り乱し責めるほど鷹村を心配していた。
宮田の勝利によりタイトルを失ったことで関係者に見放された元王者アーニー・グレゴリーを気遣って控え室を訪ねるなど、表のイメージとは裏腹に他者に対して感傷的な顔を持つ。アジア諸国転戦中に理不尽なジャッジに苦しめられたため、地元選手を優遇しアウェイ選手に不利な判定を下すホームタウンデシジョンには否定的であり、日本を主戦場とするヴォルグの苦境に共感を示していた。間柴から毛嫌いされるなど、華やかな雰囲気を纏った順風満帆のエリートという先入観を抱かれがちだが、生い立ちは過酷であり高校生の頃から父親の元を離れ自活している苦労人である。
東洋太平洋タイトルに挑戦した時から「ビジネスを邪魔された」と、金に盲信するプロモーターMr.サカグチと因縁が生まれる。その執念の前に、結果的には一歩との約束の試合を諦めざるを得なくなった。
オーストラリア人であるアーニー・グレゴリーと通訳無しで会話できるなど、日常会話レベルの英会話を身につけているようである。海外遠征でフィリピン、タイ、韓国に滞在しており、ランディー・ボーイ・Jr.の言葉がすぐにタガログ語であると分かったり、メッガン・ダッチボーイの言葉を聞き取るなど複数の外国語を理解している。武者修行時代はタイ語が出来なかったので、その後覚えたようである。ただし、数学が苦手で、川原ジムの後輩から数学の宿題を手伝うように頼まれた際は苦戦しており、それを簡単に解いた間柴に呆れられたことがある。
統一戦後の日常パートではコンビニでアルバイトをしている姿が描写されたが、客に舌打ちをするなど接客態度はぶっきらぼうそのものであり、青木からも苦言を呈された。
上述の通り女性に興味はなく、インタビューでも女子アナに「別に…」と何度も言い、自らが勤めるコンビニの未亡人店長に迫られては辛辣に振る舞っている。
一歩が引退して以降はモチベーション低下に苦しんでおり、引退すら考えるも、千堂に「幕之内を待つのはもう終いにせぇ」と言われたことを思い出し、彼や他の選手への嫉妬心から立ち上がった。しかしながら、その後一歩と再会した際に彼の引退理由であるパンチドランカー疑惑について追及するなど、彼との対戦への未練がある模様である。それらのことは鷹村や青木村、藤井や飯村に心配されている。

### 父親
父は元鴨川ジム所属のプロボクサーで、世界を嘱望され東洋太平洋チャンピオンまで上り詰めた有望なアウトボクサーだったが、7度目の東洋太平洋タイトル防衛戦で相手に顎を砕かれ、敗戦のショックと自分の非力さに限界を感じてそのまま引退。妻に離別され以後は自堕落な生活に陥り幼い息子にまで辛くあたっていたが、ボクシングの練習をしていた息子の中に自分以上の才能を見出し立ち直る。宮田は憧れていた父が負けた途端母をはじめ多くの人が去っていった悔しさから、父のボクシングスタイルが間違っていないと証明するためボクサーを目指すようになる。引退後、父は鴨川ジムでトレーナーを務めており、宮田の移籍と共に川原ジムに移っている。息子のデビュー時から現在にいたるまで専属トレーナーとして毎試合セコンドについている。

## 得意技
カウンター
宮田がもっとも得意とする技。相手のパンチに向かって飛び込んでゆくような、攻撃的なカウンターを好む。
本人曰く、カウンターに必要なのは、タイミングと勇気（ハート）。
クロスカウンター
相手のパンチを紙一重で避け、カウンターを入れる宮田の伝家の宝刀。東洋太平洋タイトルマッチ序盤、タイミングとスピードでグレゴリーをライト・クロスでダウンさせた。
JOLTのカウンター
パンチの軽さを克服するために編み出したカウンター。ジョルトブローを応用して、全身を叩き付けるように打つ。繰り出すときは、前足に体重をのせた前傾姿勢をとる。対ジミー・シスファー戦で初使用。
相手を一撃でKOできるほどの威力を持つ反面、失敗したときのリスクも大きい。後に鷹村からインパクトの瞬間体が開く欠点を指摘され、背筋力を内側に集約しコンパクトに鋭く打ち抜くアドバイスを受けた。
コーク・スクリューブローのカウンター
対ランディー・ボーイ・Jr.戦で使用した、拳を大きく捻り加速させた右のクロスカウンター。その速度は尋常ではなく「音が後から聞こえた」「光速の拳」とまで言われるほど。
沢村竜平曰く、大きく捻り込むことで拳を加速させたらしい。
見えないパンチ
「見えないカウンター」「究極のカウンター」「究極のパンチ」とも。相手の意識の外から打つカウンター。
沢村によれば、その状況を作り出す力量、相手の急所に正確に打ち込む度胸と技量、相手のパンチを読む洞察力が高い次元で揃ってないと成立しない。実戦で繰り出すのは極めて難しいパンチだが、宮田はランディー・ボーイ・Jr.戦で狙って使用した。

## 対戦成績
西暦が不明であるため、便宜上、一歩の鴨川ジム入門後の経過年数と本人の年齢を表記する。
- 26戦24勝1敗1分22KO（ただし、対ルイシト・イコー以前の設定を元に正確に数えた場合は27戦25勝1敗1分23KOとなる）

※9～17戦目の不明分のうちに7KOが含まれる。
| 戦           | 日付                          | 勝敗 | 時間    | 内容 | 対戦相手                   | 国籍           | 備考                                    |
| ------------ | ----------------------------- | ---- | ------- | ---- | -------------------------- | -------------- | --------------------------------------- |
| 1            | 1年目（17歳）9月頃            | 勝利 | 1R 1:33 | KO   | 不明                       | 日本           | プロデビュー戦                          |
| 2            | 1年目（17歳）                 | 勝利 |         | KO   | 不明                       | 日本           |                                         |
| 3            | 1年目（17歳）                 | 勝利 |         | KO   | 不明                       | 日本           |                                         |
| 4            | 2年目（17歳）6月              | 勝利 | 1R      | TKO  | 高田照彦（前田）           | 日本           | 東日本新人王1回戦                       |
| 5            | 2年目（18歳?）                | 勝利 |         | KO   | 梶明彦（柏木）             | 日本           | 東日本新人王2回戦                       |
| 6            | 2年目（18歳）11.12月頃        | 敗北 | 3R 2:22 | KO   | 間柴了（東邦）             | 日本           | 東日本新人王準決勝                      |
| 7            | 3年目（18歳）5.6月頃          | -    | 6R      | 判定 | ルンサク・パウディ         | タイ           | （海外1戦目）                           |
| 8            | 3年目（18歳）6.7月頃          | 勝利 | 4R      | TKO  | ジミー・シスファー         | タイ           | （海外2戦目）                           |
| 9            | 3年目（19歳?）                | 勝利 |         |      | 不明                       | 韓国           | （海外3戦目）                           |
| 10           | 3年目（19歳）                 | 勝利 |         |      | 不明                       | 不明           | （海外4戦目）                           |
| 11           | 3年目（19歳）                 | 勝利 |         |      | 不明                       | 不明           | （海外5戦目）                           |
| 12           | 3年目（19歳）                 | 勝利 |         |      | 不明                       | 不明           | （海外6戦目）                           |
| 13           | 3年目（19歳）                 | 勝利 |         |      | 不明                       | 不明           | （海外7戦目）                           |
| 14           | 3年目（19歳）                 | 勝利 |         |      | 不明                       | 不明           | （海外8戦目）                           |
| 15           | 3年目（19歳）                 | 勝利 |         |      | 不明                       | 不明           | （海外9戦目）                           |
| 16           | 3年目（19歳）                 | 勝利 |         |      | 不明                       | 不明           | （海外10戦目）                          |
| 17           | 3年目（19歳）                 | 勝利 |         |      | 不明                       | 不明           | （海外11戦目）                          |
| 18           | 199X年 4年目（19歳）5月       | 勝利 | 3R 1:23 | KO   | 李鐘弼（リ・チョンピル）   | 韓国           | ノンタイトル戦                          |
| 19           | 199X年 4年目（20歳）4月25日   | 勝利 | 4R 1:34 | KO   | アーニー・グレゴリー       | オーストラリア | 東洋太平洋フェザー級タイトル戦 王座獲得 |
| 20           | 不明                          | 勝利 |         | KO   | 不明                       | 不明           | 東洋太平洋タイトル防衛戦1               |
| 21           | 不明                          | 勝利 |         | KO   | 不明                       | 不明           | 東洋太平洋タイトル防衛戦2               |
| 22           | 不明                          | 勝利 |         | KO   | 不明                       | 不明           | 東洋太平洋タイトル防衛戦3               |
| 23           | 199X年 6年目（22歳）8月27日   | 勝利 | 5R      | KO   | メッガン・ダッチボーイ     | タイ           | 東洋太平洋タイトル防衛戦4               |
| 24           | 199X年 6年目（22歳）11.12月頃 | 勝利 | 4R      | KO   | 崔正範（チェ・ジョンボン） | 韓国           | 東洋太平洋タイトル防衛戦5               |
| 25           | 199X年 7年目（23歳）9.10月頃  | 勝利 | 1R      | KO   | ドニー・スルタン           | フィリピン     | ノンタイトル戦                          |
| 26           | 199X年 7年目（23歳）4月15日   | 勝利 | 7R      | TKO  | ランディー・ボーイ・Jr.    | フィリピン     | 東洋太平洋フェザー級王座統一戦          |
| 27(26)       | 199X年 9年目（24歳）5月15日   | 勝利 | 1R      | KO   | ルイシト・シコー           | フィリピン     | 東洋太平洋タイトル防衛戦7               |
| テンプレート |                               |      |         |      |                            |                |                                         |

## モデル等
作者によればファイトスタイルのモデルは実在するプロボクサーのシュガー・レイ・レナード。作中でも尊敬するボクサーとして名前を挙げている。高橋ナオトがモデルと答えたことも。また、間柴との試合は「シュガー・レイ・レナード対トーマス・ハーンズ」の試合がモデルとなっている。
当初は一歩とスパーリングをするだけで終わる嫌味な脇役のつもりで出したが、予想外に読者に人気が出たために結果として主人公のライバルとなったと語っている。初期のころの顔は、当時のドラマで嫌な男の役を演じていた俳優の吉田栄作をモデルにして描いたという。